# Zlatnó (Poltári járás)
Zlatnó (más néven Zlatnótelep, szlovákul: Zlatno) község Szlovákiában, a Besztercebányai kerületben, a Poltári járásban.

## Fekvése
Losonctól 30 km-re, Poltártól 10 km-re északkeletre fekszik, a Poltárt Rimakokovával összekötő vasútvonal és országút (595-ös út) mellett.
Zlatnó területe 35,79 hektár, mely a falu területét foglalja magában külterületek nélkül; egyetlen szomszédja Csehberek, melynek területébe ékelődik. Zlatnó ezzel Szlovákia legkisebb területű önkormányzata (a pozsonyi és kassai városrészeket is beleértve).

## Története
Szlovákia egyik legfiatalabb községe, csak 1998. május 1-én lett önálló. Múltja településként is csak a 19. századig nyúlik vissza, ugyanis 1819-ben említik először mint Csehberek területén lévő lakott helyet. Első lakói favágók voltak. Üveggyárát 1836-ban alapították, maga az üveggyártás is csak 3 évvel korábban kezdődött itt. Más források szerint üveghutája már 1807-ben működött. Először csak táblaüveget, ablaküveget gyártottak, később áttértek a poharak, lámpaüvegek, cilinderek és más üvegből készített használati tárgyak gyártására is. Az üveggyártás olyan szintre fejlődött, hogy a század végén már Bécsbe, sőt Angliába, Amerikába is szállítottak innen üveget.
A trianoni békeszerződésig Nógrád vármegye Losonci járásához tartozott. Üveggyárát 2003 augusztusában zárták be.

## Népessége
| Év:            | 1994. | 2004. | 2014.   | 2024.   |
| -------------- | ----- | ----- | ------- | ------- |
| Emberek száma: | 0     | 514   | 472     | 439     |
| Eltérés:       |       | –     | -8,17 % | -6,99 % |

| Év:            | 2023. | 2024.   |
| -------------- | ----- | ------- |
| Emberek száma: | 447   | 439     |
| Eltérés:       |       | -1,78 % |

2001-ben 526 lakosából 484 szlovák volt.
2011-ben 490 lakosából 436 szlovák volt.
2021-ben 455 lakosából 407 (+4) szlovák, 1 (+2) magyar, 4 (+22) cigány, 0 (+1) ruszin, 1 egyéb és 42 ismeretlen nemzetiségű volt.

## Neves személyek
- Zlatnón hunyt el 1873-ban Zahn János György magyar üveggyáros, a művészi üvegárugyártás hazai úttörője.
- Zlatnón hunyt el 1893-ban Pantocsek Leó Valentin orvos, pirokémikus, természettudós, feltaláló, a magyarországi szecessziós üvegművészet egyik úttörője és jeles alkotója.

## Nevezetességei
- 1837-ben épített klasszicista kúriája.
- Az üveggyár 1836-ban emelt épülete.

## Külső hivatkozások
- E-obce.sk Archiválva 2008. szeptember 20-i dátummal a Wayback Machine-ben
- Községinfó